# Sally Dexter
Sally Julia Dexter (15 aprile 1960) è un'attrice e cantante britannica nota soprattutto per il suo lavoro nel teatro musicale e di prosa.

## Biografia
Dopo gli studi alla London Academy of Music and Dramatic Art, Sally Dexter fece il suo debutto sulle scene londinesi nel 1986, in una produzione de L'opera da tre soldi di Bertolt Brecht e Kurt Weill in scena al Royal National Theatre con Tim Curry. L'opera musicale andava in scena in repertorio con la commedia di Tom Stoppard Dalliance, in cui l'attrice ricopriva il ruolo di Mizi, un ruolo che le valse il Laurence Olivier Award al miglior esordiente in un'opera teatrale nel 1987. Nella stagione 1986-1987, la Dexter continuò a recitare al National Theatre in altre opere di prosa, tra cui L'orologio americano di Arthur Miller e un acclamato allestimento dell'Antonio e Cleopatra di Shakespeare con Judi Dench e Anthony Hopkins nel ruolo degli eponimo protagonisti. L'anno successivo interpretò altre due opere shakespeariane al National Theatre, recitando accanto a Tim Pigott-Smith ed Eileen Atkins ne La tempesta e Il racconto d'inverno.
Nel 1989 fece il suo debutto all'Open Air Theatre di Regent's Park, dove interpretò la protagonista Olivia ne La dodicesima notte, mentre l'anno successivo si unì alla Royal Shakespeare Company (RSC), con cui interpretò Elena in Troilo e Cressida e Regan in Re Lear; e produzioni della RSC andarono in scena a Stratford-upon-Avon, Londra e Newcastle upon Tyne. Nel 1992 tornò sulle scene del National Theatre per interpretare Titania in un allestimento di Sogno di una notte di mezza estate con Rupert Graves, Adrian Scarborough e Timothy Spall, mentre l'anno successivo recitò il ruolo eponimo nella Duchessa di Malfi al Bristol Old Vic. Nel 1994 fece il suo acclamato debutto nel mondo del musical con un revival di Oliver! di Lionel Bart, in scena al London Palladium con la regia di Sam Mendes ed un cast che annoverava Jonathan Pryce e Jenny Galloway; per la sua interpretazione nel ruolo della prostituta Nancy ricevette il plauso della critica e una candidatura al Laurence Olivier Award alla migliore attrice in un musical.
Nel 1997 recitò con Clive Owen nella prima del dramma di Patrick Marber Closer, in scena al National Theatre e per cui ricevette una candidatura al Laurence Olivier Award alla miglior attrice. L'anno successivo interpretò Lady Macbeth accanto al Macbeth di Rufus Sewell in un allestimento del dramma scozzese al Queen's Theatre per la regia di John Crowley; le recensioni della produzione della tragedia shakespeariana furono generalmente negative, ma Michael Billington lodò l'interpretazione della Dexter. Nel 2001 tornò a collaborare con Royal Shakespeare Company in un adattamento teatrale de Il leone, la strega e l'armadio al Sadler's Wells Theatre, in cui interpretava la Strega Bianca, un ruolo che successivamente tornò a ricoprire nel 2012. Nel 2006 recitò in un altro musical a Londra, Billy Elliot the Musical, con colonna sonora di Elton John, mentre nel 2010 Dexter cantò il ruolo di Madame Giry nell'incisione discografica del musical di Andrew Lloyd Webber Love Never Dies, un ruolo che fu però ricoperto da Liz Robertson al debutto sulle scene dello spettacolo. Nel 2010 rimpiazzò Whoopi Goldberg nel musical Sister Act in scena al London Palladium, in cui le subentrò nel ruolo della Madre Superiora. Nel 2011 recitò in un'altra tragedia rinascimentale, Peccato che sia una sgualdrina nello Yorkshire, mentre nel 2012 tornò in scena a Londra con Viva Forever, il musical delle Spice Girls.

## Filmografia

### Cinema
- Wittgenstein, regia di Derek Jarman (1993)
- Firelight, regia di William Nicholson (1997)

### Televisione
- Jack Frost - serie TV, 3 episodi (1994-2003)
- Metropolitan Police - serie TV, 3 episodi (1998)
- Dalziel and Pascoe - serie TV, 2 episodi (2006)
- Diario di una squillo perbene - serie TV, 1 episodio (2007)
- Bonekickers - I segreti del tempo - serie TV, 1 episodio (2008)
- Atlantis - serie TV, 1 episodio (2014)
- Doctors - serie TV, 1 episodio (2015)
- Holby City - serie TV, 3 episodi (2015)
- Poldark - serie TV, 7 episodi (2015)
- Padre Brown - serie TV, 1 episodio (2017)
- Snatch - serie TV, 2 episodi (2017)
- Genius - serie TV, 4 episodi (2017)
- Valle di luna - serie TV, 585 episodi (2017-2022)

## Doppiatrici italiane
- Ludovica Modugno in Wittgenstein
- Domitilla D'Amico in Genius